# القراعي (نجرة)

تعديل مصدري - تعديل

القراعي هي إحدى قرى عزلة الشعاثمة بمديرية نجرة التابعة لمحافظة حجة، بلغ تعداد سكانها 414 نسمة حسب تعداد اليمن لعام 2004.